# NGC 4195
NGC 4195 é uma galáxia espiral barrada (SBc) localizada na direcção da constelação de Ursa Major. Possui uma declinação de +59° 36' 56" e uma ascensão recta de 12 horas, 14 minutos e 18,1 segundos.
A galáxia NGC 4195 foi descoberta em 17 de Abril de 1789 por William Herschel.